# Bruznic, Arad
Bruznic este un sat în comuna Ususău din județul Arad, Banat, România.
Listă de învățători din Bruznic:
Pop Aurel; Pecican Rozalia; Vâlceanu Victor; Stoienescu Traian; Madincea Aurelia; Miculiță Cornel; Rancu Aurel; Sârbu Ioan; Vancu Mircea; Zorlințan Maria; Stoian Maria; Achim Elisabeta; Pop Traian; Nedescu Adrian; Mihai Ioan; Potra Adriana; Iovescu Doina; Cândea Argentina; Avasilcăi Marcel; Szabo Mihai.

## Legături externe

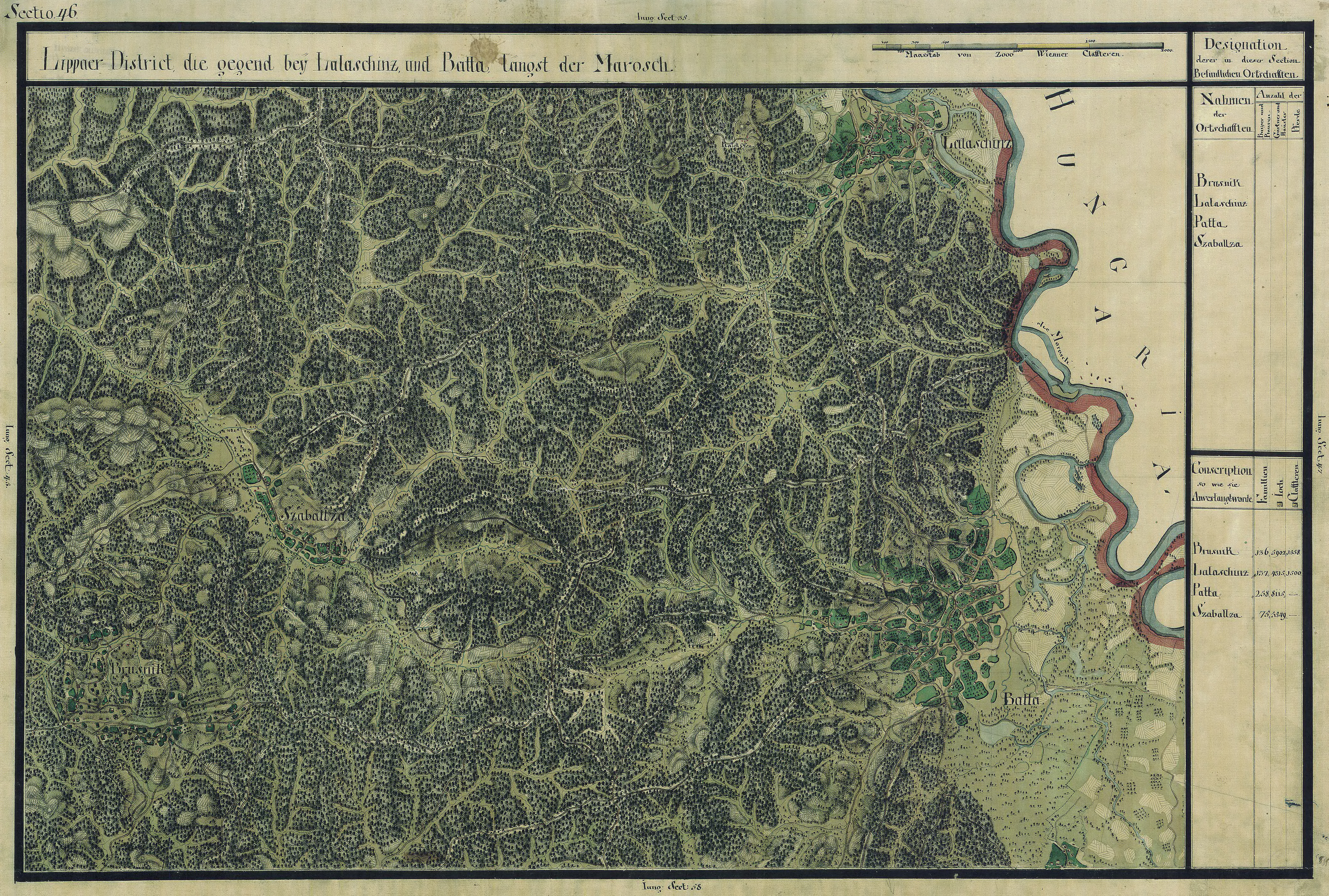
Bruznic în Harta Iosefină a Banatului, 1769-72

## Vezi și
- Biserica de lemn din Bruznic

## Galerie de imagini

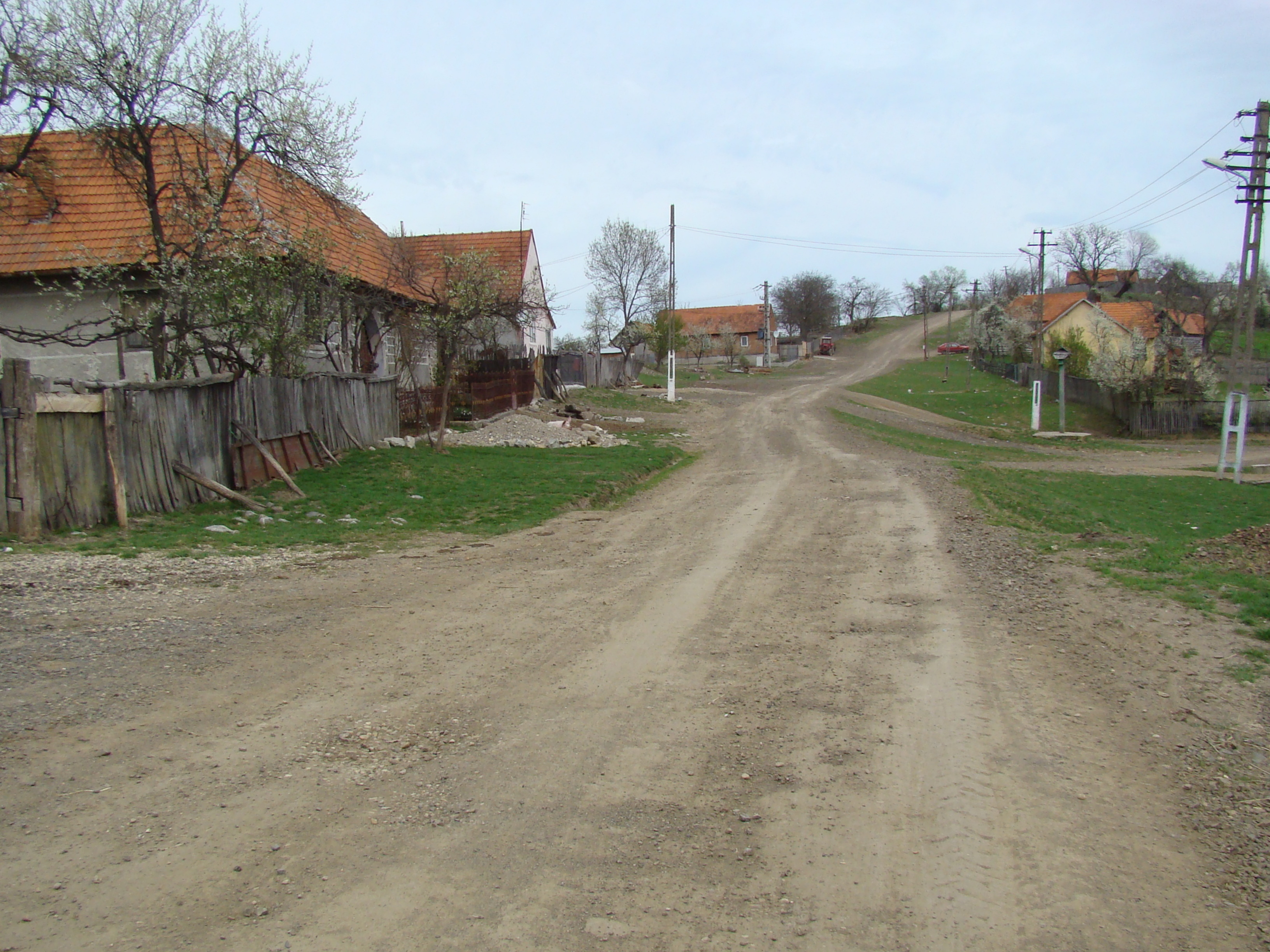
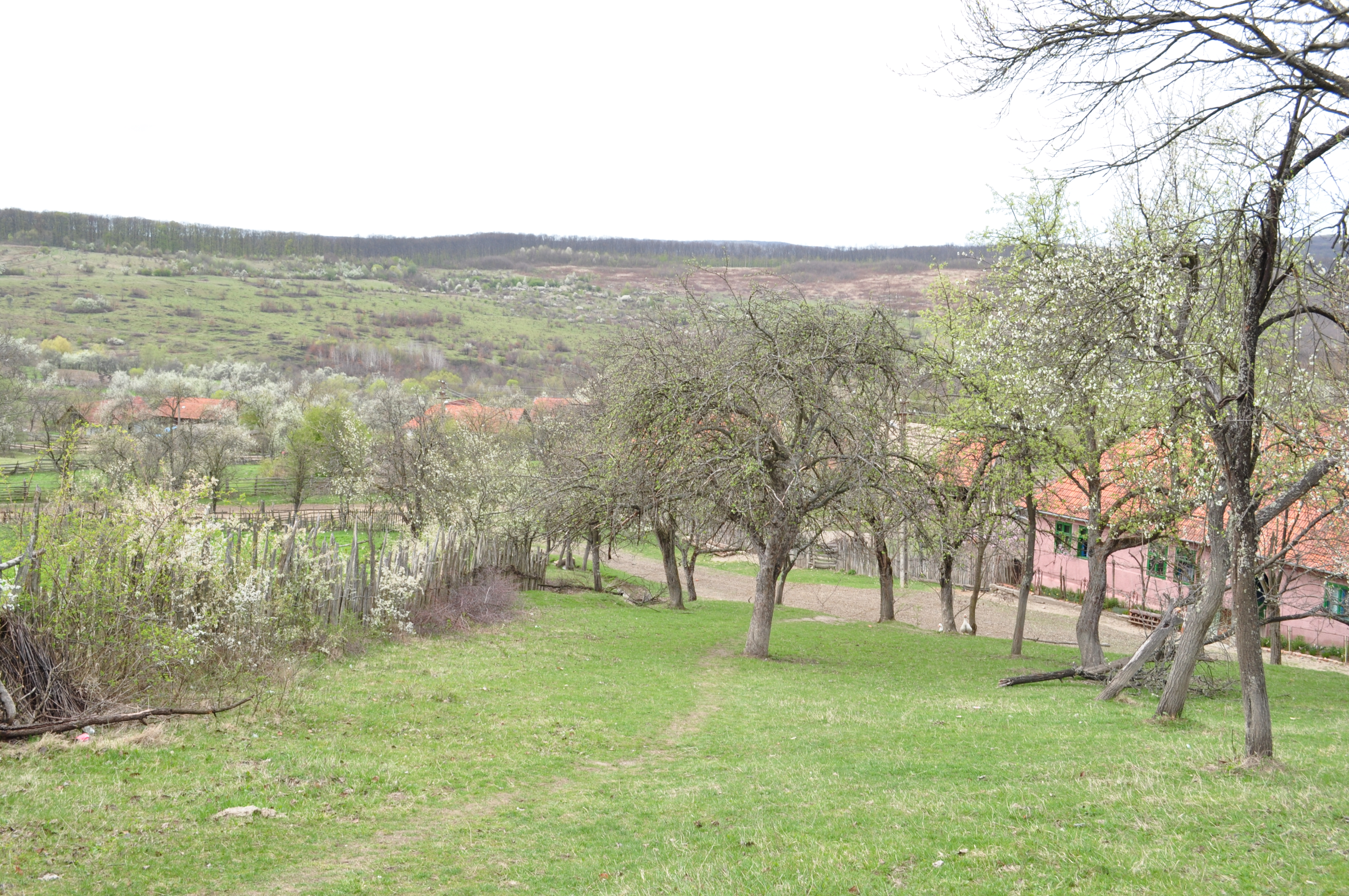
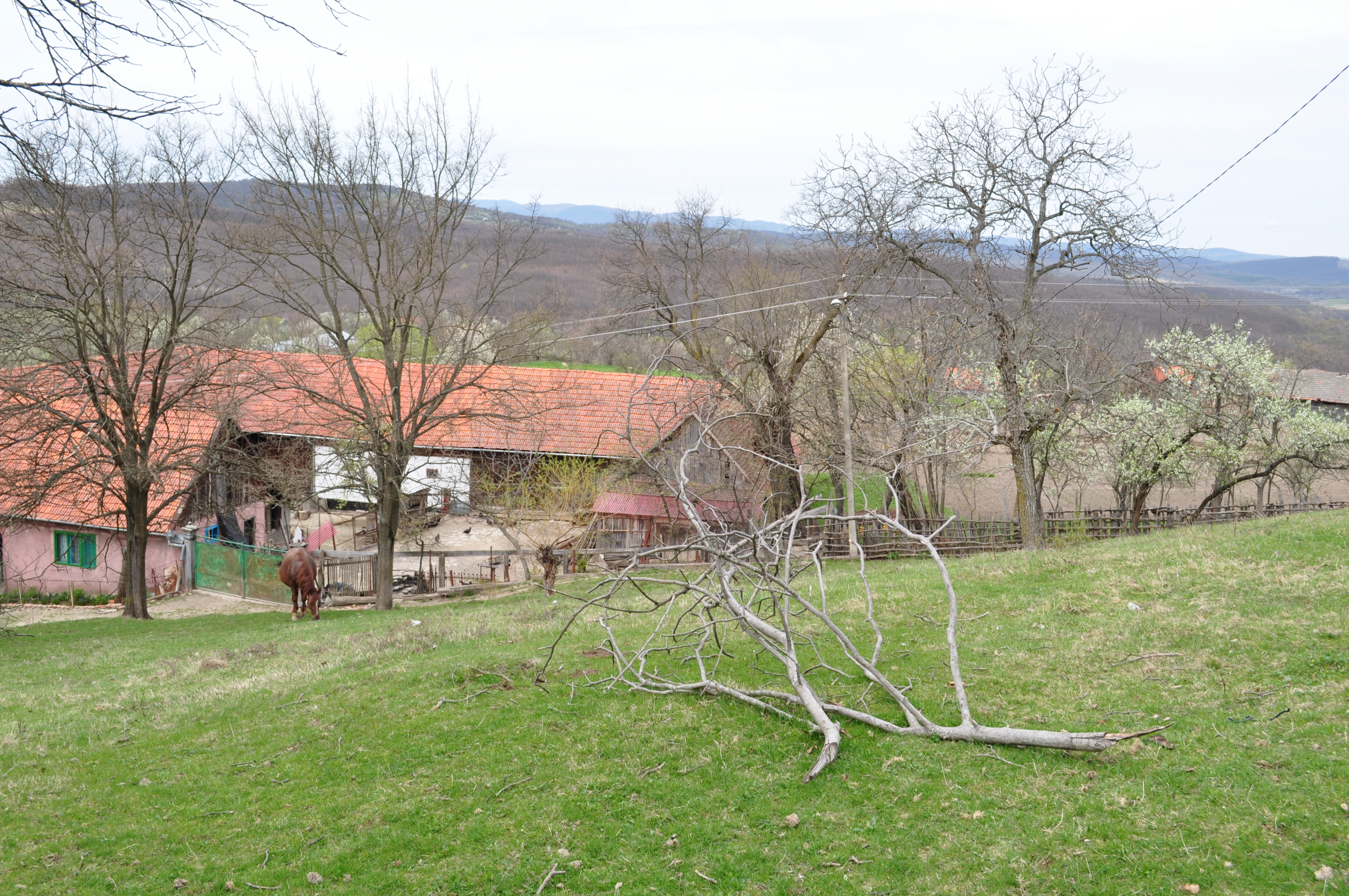
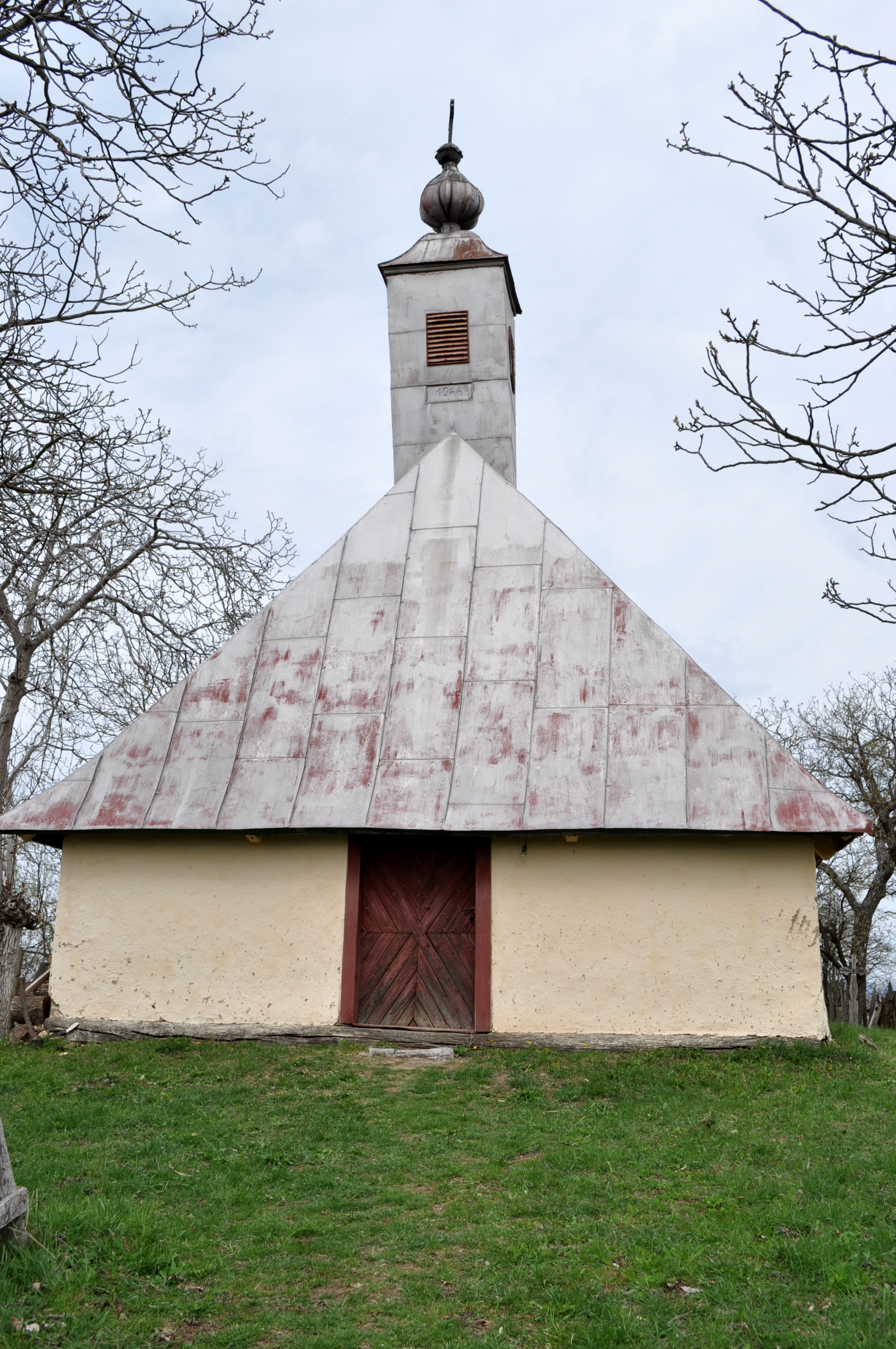
Biserica de lemn „Sfântul Mare Mucenic Dimitrie”